# Pętla strzępkowa

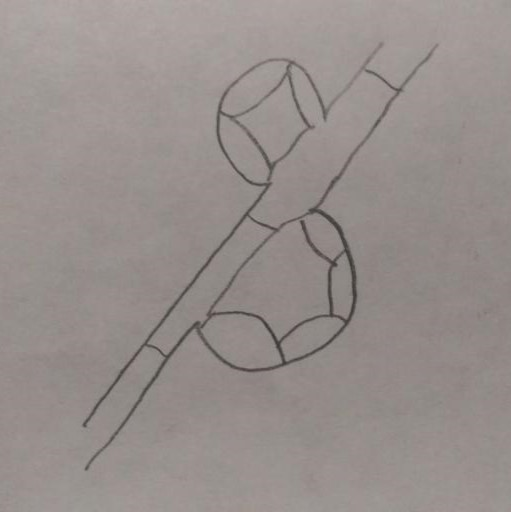
Pętle strzępkowe Arthrobotrys musiformis

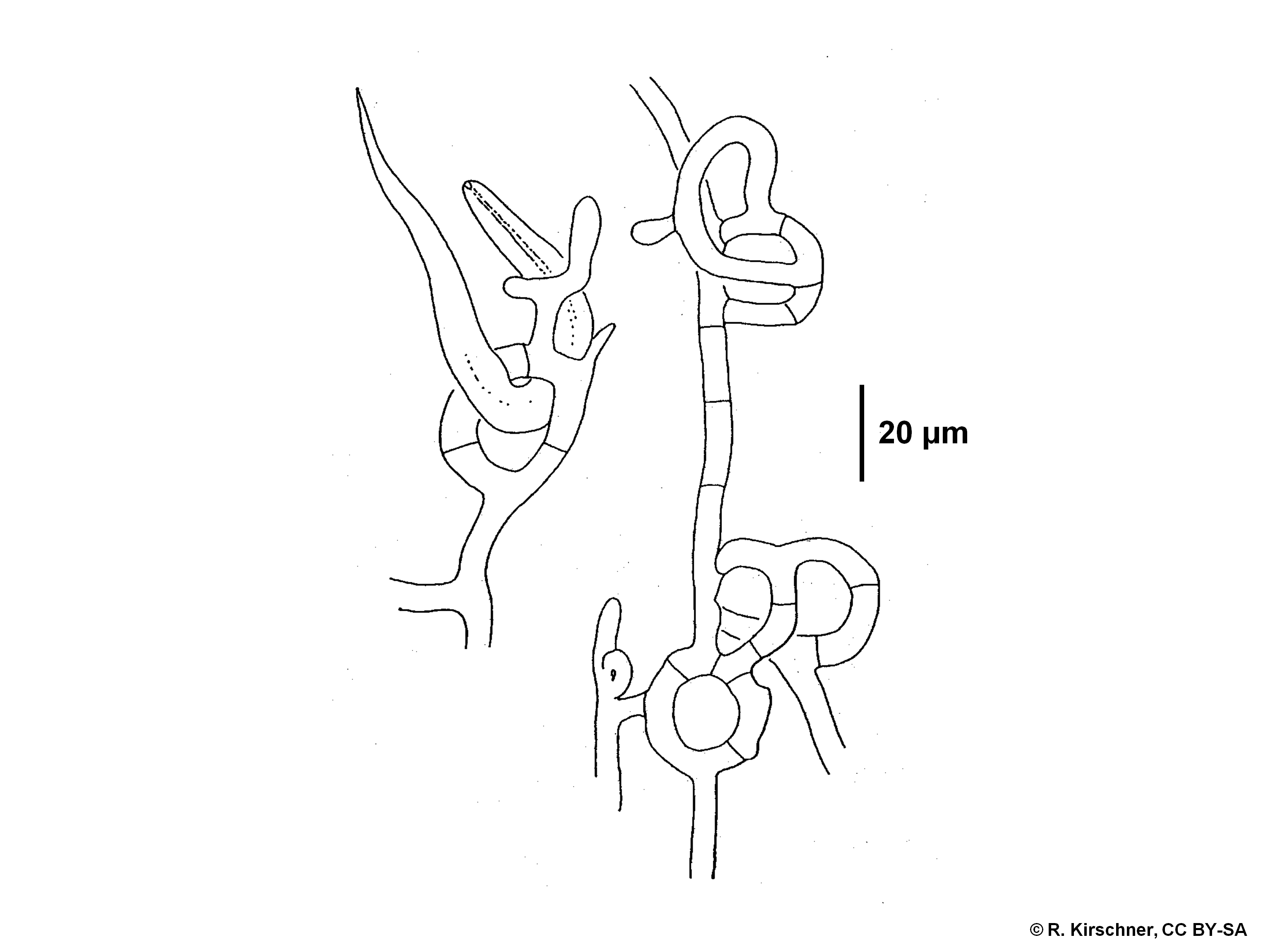
Nicień złapany w pętlę strzępkową przez Arthrobotrys superba

Pętla strzępkowa, pierścień strzępkowy, pierścień krępujący, pętla krępująca – mający postać pętli specyficzny rodzaj strzępek grzybów, służący do łapania drobnych bezkręgowców – głównie żyjących w glebie i w wodzie owadów (grzyby entomopatogeniczne), nicieni (grzyby nicieniobójcze), wrotków, pierwotniaków. Wyróżnia się dwa rodzaje pętli:
- pętle zaciskające się – gdy poruszający się w glebie drobny organizm wpełznie do niej, pętla błyskawicznie zaciska się unieruchamiając go. Zwykle pętla taka składa się z trzech komórek, ale czasami może ich być więcej. Kiedy dotknie jej np. nicień, komórki pętli bardzo szybko pęcznieją, zwiększając swoją objętość do wewnątrz, co powoduje unieruchomienie nicienia. Trwa to od ułamka sekundy do 2 s[2]. Próbując się uwolnić nicień szarpie się, co przenosi podrażnienie na sąsiednie komórki pierścieni. Nicień zostaje schwytany również przez sąsiednie pierścienie i ginie[1];
- pętle nie zaciskające się – nie mają zdolności zaciskania się, ale jest ich wiele i nicień zaplątuje się w nie i przykleja, ich powierzchnia bowiem zawiera substancje klejące[2].

Grzyby wytwarzające pętle strzępkowe obserwowane są zarówno z pętlami strzępkowymi, jak i bez nich. Dzieje się tak prawdopodobnie dlatego, że budowa pułapek jest procesem wysoce energochłonnym i grzyby wytwarzają je dopiero wtedy, gdy potencjalne ofiary występują w ich otoczeniu. Grzyb rozpoznaje obecność nicienia na podstawie wydzielanych przez niego feromonów, takich jak askarozydy. Po ich wykryciu strzępki grzyba wabią nicienia wytwarzając substancje naśladujące te, których zwierzę używa do znalezienia pożywienia i przyciągnięcia partnerów. Po unieruchomieniu złapanego zwierzęcia strzępki grzyba tworzą ssawki, które przebijają jego oskórek, wnikają do wnętrza ciała i pobierają substancje potrzebne grzybowi. Nicienie mają solidny białkowy oskórek, którego głównym składnikiem jest kolagen. Prawdopodobnie w jego przebiciu główną rolę odgrywają wytwarzane przez grzyba kolagenazy – enzymy trawiące kolagen.
Grzyby tworzące pętle strzępkowe nazywane są grzybami drapieżnymi, gdyż łapią żywe, drobne organizmy i trawią je. Oprócz pętli strzępkowych grzyby nicieniobójcze tworzą jeszcze inne rodzaje pułapek: sieci strzępkowe, kolumny strzępkowe i cysty strzępkowe. We wszystkich tych rodzajach pułapek stwierdzono obecność licznych organelli cytozolowych, których brak w normalnych strzępkach, tworzą się bezpośrednio po uruchomieniu pułapki. Powstają z wyspecjalizowanych obszarów retikulum endoplazmatycznego. Mają charakter peroksysomalny, wytwarzają katalazy i oksydazy aminokwasów – substancje biorące udział w trawieniu ofiar.